# Comisión para la Promoción de Exportaciones
La Comisión para la Promoción de Exportaciones (abreviada Prompex) fue un organismo autónomo peruano. Tuvo su sede en Lima y fue dependiente del Ministerio de Comercio Exterior y Turismo del Perú.
El organismo, creado en 1996 por DL 805, fue promotor principal de las exportaciones en la industria peruana. Este fomentó la contribución de la producción privada así como la generación de empleo y al regimiento a los estándares internacionales de comercio como la moda y la agricultura.
Como parte de la modernización del Gobierno peruano, fue fusionado con Promperú en 2007.

## Funciones
- Promover el incremento y desarrollo de la oferta exportable de bienes y servicios, a partir de las ventajas comparativas y competitivas del país.
- Identificar y desarrollar iniciativas exportadoras.
- Fomentar la apertura de nuevos mercados, así como consolidar y diversificar los existentes.
- Orientar directa e indirectamente a las empresas exportadoras con información relacionada al proceso de exportación.
- Proporcionar lineamientos claros y oportunos para el normal desarrollo de las actividades institucionales, cautelando que la ejecución de las mismas se realicen con eficiencia, legalidad y oportunidad.